# Администрация города Костромы
Администра́ция го́рода Костромы́ — исполнительно-распорядительный орган власти на территории городского округа город Кострома. Возглавляется главой Администрации, назначаемым решением Думы города Костромы. Администрация города Костромы решает вопросы местного значения, установленные ст. 10 №131-ФЗ "Об общих принципах организации местного самоуправления РФ". Правовое положение Администрации определяется Уставом города Костромы.

С 6 сентября 2018 года главой Администрации является Алексей Васильевич Смирнов.

## История
Администрация города Костромы создана в 1991 году в соответствии с проведением на территории города Костромы мероприятий по реализации Закона Российской Федерации от 6 июля 1991 года № 1550-1 «О местном самоуправлении в Российской Федерации» как исполнительный орган.
Согласно статье 3 Постановления Верховного Совета РСФСР «О порядке введения в действие Закона РСФСР «О местном самоуправлении в РСФСР» в 1991 году городской исполком Костромского Совета народных депутатов временно исполнял функции исполнительного органа местного самоуправления на период формирования Администрации города Костромы.
Указом Президента РСФСР от 14.12.1991 года № 283 Главой администрации города Костромы, как областного центра Костромской области, был назначен Борис Константинович Коробов, вступивший в должность с 23.12.1991 года.

## Структура Администрации города Костромы

### Глава Администрации
Глава Администрации назначается решением Думы города Костромы по завершении конкурсной комиссии и голосования депутатов. С ним заключается срочный контракт на срок полномочий Думы. Такой порядок назначения главы Администрации устанавливается Уставом города и решением Думы города Костромы от 23 сентября 2010 года № 138.

Контракт с главой Администрации города Костромы заключается Главой города Костромы.

Глава Администрации подконтролен и подотчетен Думе города Костромы.

Глава Администрации города Костромы:

1) осуществляет на принципах единоначалия руководство деятельностью Администрации города Костромы по решению вопросов местного значения и исполнению отдельных государственных полномочий, отнесенных к компетенции Администрации города Костромы; 

2) в пределах своих полномочий, установленных федеральными законами, законами Костромской области, Уставом, решениями Думы города Костромы, издает постановления Администрации города Костромы по вопросам местного значения и вопросам, связанным с осуществлением отдельных государственных полномочий, переданных органам местного самоуправления федеральными законами и законами Костромской области, а также распоряжения Администрации города Костромы по вопросам организации деятельности Администрации города Костромы; 

3) исполняет полномочия работодателя в отношении муниципальных служащих Администрации города Костромы, в том числе назначает и освобождает от занимаемых должностей заместителей главы Администрации города Костромы;

4) распределяет полномочия между заместителями главы Администрации города Костромы, утверждает должностные инструкции иным должностным лицам Администрации города Костромы в соответствии с Уставом и структурой Администрации города Костромы;

5) осуществляет иные полномочия, установленные Уставом города Костромы и другими нормативно-правовыми актами.

Разделение полномочий между Главой города Костромы и Главой Администрации существует с 2009 года. С этого времени главам Администрации были:

2011 - 2012 гг. Шадричев Алексей Викторович
2012 г. - 2018.  Емец Виктор Валентинович
2018 г. - наст. время Алексей Васильевич Смирнов

### Заместители главы Администрации
С 13 сентября 2012 года действует новая структура Администрации.
- Первый заместитель главы Администрации. В сферу компетенции входят вопросы строительства, капитального ремонта, распоряжения муниципальным имуществом, разработки генерального плана и правил землепользования и застройки города, выдачи исходно-разрешительной документации и т.д. В настоящее время первый заместитель главы Администрации - Болоховец Олег Валерьевич.
- Заместитель главы Администрации, курирующий сферу городского хозяйства. Осуществляет полномочия в сфере жилищно-коммунального хозяйства и дорожной деятельности, транспортных услуг, благоустройства и санитарного содержания города Костромы, обустройства мест массового отдыха населения; организации ритуальных услуг и содержания мест захоронения; организации сбора, вывоза, утилизации и переработки бытовых и промышленных отходов; динамики объектов жилищных прав и создания условий для управления многоквартирными домами. В настоящее время заместитель главы Администрации, курирующий сферу городского хозяйства, - Кошкин Анатолий Валентинович.
- Заместитель главы Администрации города Костромы, курирующий сферу финансов, экономики и муниципального заказа. Имеет полномочия в сфере комплексного социально-экономического развития города; инвестиционной деятельности; тарифной и ценовой политики; мобилизации доходов в бюджет города Костромы; выработки основных направлений бюджетной и налоговой политики города Костромы; составления проекта бюджета города Костромы и проч. В настоящее время заместитель главы Администрации, курирующий сферу экономики и финансов, - Смирнов Илья Вячеславович.
- Заместитель главы Администрации города Костромы - председатель Комитета образования, культуры, спорта и работы с молодежью Администрации города Костромы - Силакова Ирина Вячеславовна.
- Заместитель главы Администрации города Костромы, курирующий сферу правового обеспечения и архитектуры и градостроительства - Воронина Ольга Владимировна.
- Управляющий делами Администрации города Костромы - Гельмашина Наталья Владимировна.

### Отраслевые (функциональные) и территориальные органы Администрации
Глава Администрации города Костромы
Первый заместитель главы Администрации - председатель Комитета по строительству, транспорту и дорожной деятельности
- Комитет по строительству, транспорту и дорожной деятельности
- Управление благоустройства и дорожной деятельности
- Управление строительства и капитального ремонта
- Управление городского пассажирского транспорта

Заместитель главы Администрации города, курирующий сферу городского хозяйства 
- Управление жилищно-коммунального хозяйства

- Управление муниципальных инспекций

Заместитель главы Администрации города - председатель Комитета образования, культуры, спорта и работы с молодёжью 
- Комитет образования, культуры, спорта и работы с молодёжью

- Управление опеки и попечительства

Заместитель главы Администрации города - начальник Управления финансов
- Управление финансов
- Управление экономики
- Управление имущественных и земельных отношений

Заместитель главы Администрации города 
- Правовое управление
- Управление архитектуры и градостроительства
- Отдел по работе со средствами массовой информации
- Отдел по работе с общественными организациями

Управляющий делами
- Отдел организационной работы и документационного обеспечения
- Отдел контроля и рассмотрения обращений граждан
- Отдел информационных ресурсов и связи
- Отдел кадровой работы
- Бухгалтерско-финансовый отдел

## Полномочия
Вопросы местного значения города Костромы и иные вопросы, которые в соответствии с федеральным законом вправе решать органы местного самоуправления города Костромы:
1. Формирование, утверждение, исполнение бюджета города Костромы и контроль за его исполнением.
2. Установление, изменение и отмена местных налогов и сборов города Костромы.
3. Владение, пользование и распоряжение имуществом, находящимся в муниципальной собственности города Костромы.
4. Организация в границах города Костромы электро-, тепло-, газо- и водоснабжения населения, водоотведения, снабжения населения топливом.
5. Дорожная деятельность в отношении автомобильных дорог местного значения в границах города Костромы и обеспечение безопасности дорожного движения на них, включая создание и обеспечение функционирования парковок (парковочных мест), осуществление муниципального контроля за сохранностью автомобильных дорог местного значения в границах города Костромы, а также осуществление иных полномочий в области использования автомобильных дорог и осуществления дорожной деятельности в соответствии с законодательством Российской Федерации.
6. Обеспечение малоимущих граждан, проживающих в городе Костроме и нуждающихся в улучшении жилищных условий, жилыми помещениями в соответствии с жилищным законодательством, организация строительства и содержания муниципального жилищного фонда, создание условий для жилищного строительства.
7. Создание условий для предоставления транспортных услуг населению и организация транспортного обслуживания населения в границах города Костромы.
8. Участие в профилактике терроризма и экстремизма, а также в минимизации и (или) ликвидации последствий проявлений терроризма и экстремизма в границах города Костромы.
9. Участие в предупреждении и ликвидации последствий чрезвычайных ситуаций в границах города Костромы.
10. Организация охраны общественного порядка на территории города Костромы муниципальной милицией.
11. Обеспечение первичных мер пожарной безопасности в границах города Костромы.
12. Организация мероприятий по охране окружающей среды в границах города Костромы.
13. Организация предоставления общедоступного и бесплатного начального общего, основного общего, среднего (полного) общего образования по основным общеобразовательным программам, за исключением полномочий по финансовому обеспечению образовательного процесса, отнесенных к полномочиям органов государственной власти Костромской области; организация предоставления дополнительного образования детям (за исключением предоставления дополнительного образования детям в учреждениях регионального значения) и общедоступного бесплатного дошкольного образования на территории города Костромы, а также организация отдыха детей в каникулярное время.
14. Создание условий для оказания медицинской помощи населению на территории города Костромы в соответствии с территориальной программой государственных гарантий оказания гражданам Российской Федерации бесплатной медицинской помощи.
15. Создание условий для обеспечения жителей города Костромы услугами связи, общественного питания, торговли и бытового обслуживания.
16. Организация библиотечного обслуживания населения, комплектование и обеспечение сохранности библиотечных фондов библиотек города Костромы.
17. Создание условий для организации досуга и обеспечения жителей города Костромы услугами организаций культуры.
18. Создание условий для развития местного традиционного народного художественного творчества, участие в сохранении, возрождении и развитии народных художественных промыслов в городе Костроме.
19. Сохранение, использование и популяризация объектов культурного наследия (памятников истории и культуры), находящихся в собственности города Костромы, охрана объектов культурного наследия (памятников истории и культуры) местного (муниципального) значения, расположенных на территории города Костромы.
20. Обеспечение условий для развития на территории города Костромы физической культуры и массового спорта, организация проведения официальных физкультурно-оздоровительных и спортивных мероприятий города Костромы.
21. Создание условий для массового отдыха жителей города Костромы и организация обустройства мест массового отдыха населения;
22. Формирование и содержание муниципального архива.
23. Организация ритуальных услуг и содержание мест захоронения.
24. Организация сбора, вывоза, утилизации и переработки бытовых и промышленных отходов.
25. Утверждение правил благоустройства территории города Костромы, устанавливающих в том числе требования по содержанию зданий (включая жилые дома), сооружений и земельных участков, на которых они расположены, к внешнему виду фасадов и ограждений соответствующих зданий и сооружений, перечень работ по благоустройству и периодичность их выполнения; установление порядка участия собственников зданий (помещений в них) и сооружений в благоустройстве прилегающих территорий; организация благоустройства территории города Костромы (включая освещение улиц, озеленение территории, установку указателей с наименованиями улиц и номерами домов, размещение и содержание малых архитектурных форм), а также использования, охраны, защиты, воспроизводства городских лесов, лесов особо охраняемых природных территорий, расположенных в границах города Костромы.
26. Утверждение генеральных планов города Костромы, правил землепользования и застройки, утверждение подготовленной на основе генеральных планов города Костромы документации по планировке территории, выдача разрешений на строительство (за исключением случаев, предусмотренных Градостроительным кодексом Российской Федерации, иными федеральными законами), разрешений на ввод объектов в эксплуатацию при осуществлении муниципального строительства, реконструкции объектов капитального строительства, расположенных на территории города Костромы, утверждение местных нормативов градостроительного проектирования города Костромы, ведение информационной системы обеспечения градостроительной деятельности, осуществляемой на территории города Костромы, резервирование земель и изъятие, в том числе путём выкупа, земельных участков в границах города Костромы для муниципальных нужд, осуществление земельного контроля за использованием земель города Костромы.
27. Выдача разрешений на установку рекламных конструкций на территории города Костромы, аннулирование таких разрешений, выдача предписаний о демонтаже самовольно установленных вновь рекламных конструкций на территории города Костромы, осуществляемые в соответствии с Федеральным законом "О рекламе".
28. Присвоение наименований улицам, площадям и иным территориям проживания граждан в городе Костроме, установление нумерации домов;
29. Организация и осуществление мероприятий по гражданской обороне, защите населения и территории города Костромы от чрезвычайных ситуаций природного и техногенного характера, включая поддержку в состоянии постоянной готовности к использованию систем оповещения населения об опасности, объектов гражданской обороны, создание и содержание в целях гражданской обороны запасов материально-технических, продовольственных, медицинских и иных средств.
30. Создание, содержание и организация деятельности аварийно-спасательных служб и (или) аварийно-спасательных формирований на территории города Костромы.
31. Создание, развитие и обеспечение охраны лечебно-оздоровительных местностей и курортов местного значения на территории города Костромы, а также осуществление муниципального контроля в области использования и охраны особо охраняемых природных территорий местного значения.
32. Организация и осуществление мероприятий по мобилизационной подготовке муниципальных предприятий и учреждений, находящихся на территории города Костромы.
33. Осуществление мероприятий по обеспечению безопасности людей на водных объектах, охране их жизни и здоровья.
34. Создание условий для расширения рынка сельскохозяйственной продукции, сырья и продовольствия, содействие развитию малого и среднего предпринимательства, оказание поддержки социально ориентированным некоммерческим организациям, благотворительной деятельности и добровольчеству.
35. Организация и осуществление мероприятий по работе с детьми и молодежью в городе Костроме.
36. Осуществление в пределах, установленных водным законодательством Российской Федерации, полномочий собственника водных объектов, установление правил использования водных объектов общего пользования для личных и бытовых нужд и информирование населения об ограничениях использования таких водных объектов, включая обеспечение свободного доступа граждан к водным объектам общего пользования и их береговым полосам.
37. Создание условий для деятельности добровольных формирований населения по охране общественного порядка.
38. Осуществление муниципального лесного контроля.
39. Осуществление муниципального контроля за проведением муниципальных лотерей.
40. Осуществление муниципального контроля на территории особой экономической зоны.
41. Обеспечение выполнения работ, необходимых для создания искусственных земельных участков для нужд города Костромы, проведение открытого аукциона на право заключить договор о создании искусственного земельного участка в соответствии с федеральным законом.
42. Осуществление мер по противодействию коррупции в границах города Костромы.

Администрация также осуществляет переданные муниципальному образованию отдельные государственные полномочия и иные исполнительно-распорядительные полномочия, предусмотренные федеральным и областным законодательством и Уставом.